# Tuốc bin nước
Tua bin nước là một loại máy thủy lực.

## Giới thiệu
Tua bin nước biến năng lượng của chất lỏng (ở đây là nước) thành cơ năng trên trục quay của tua bin để quay máy phát điện hay các máy công cụ khác.
Nguyên tắc làm việc của tua bin nước và máy bơm hoàn toàn trái ngược nhau. 
Tua bin nước chủ yếu được lắp đặt tại nhà máy thủy điện để chuyển hoá năng lượng nước thành cơ năng và cơ năng được chuyển hoá thành điện năng nhờ máy phát điện, khi nước từ thượng lưu chảy theo đường dẫn tới tua bin, rồi chảy ra hạ lưu.
Ngược lại Máy bơm được đặt ở trạm bơm. Đối với trạm bơm điện, động cơ điện lấy điện từ lưới điện để quay máy bơm đưa nước từ bể hút qua máy bơm đi lên ống đẩy.

## Các thông số chính của Tua bin nước

Tua bin nước tâm trục dẫn động cơ điện

- Cột nước làm việc của tua bin: H (m) là hiệu năng lượng đơn vị của dòng nước đi qua tua bin tại mặt cắt vào (E1) và tại mặt cắt ra (E2) của tua bin. Độ chênh mực nước giữa thượng lưu và hạ lưu gọi là cột nước tĩnh của trạm thủy điện (Ht).
- Lưu lượng tua bin (hay lưu lượng nước qua tua bin): Q(m³/s) là lưu lượng dòng chảy đi qua tua bin.
- Công suất trên trục tua bin: Nt (kW) là công suất làm việc của tua bin.
- Hiệu suất tua bin: ηT (%) là tỷ số của công suất trên trục Nt và công suất của dòng nước Ndc.